# パイロクスマンガン石
パイロクスマンガン石（パイロクスマンガンせき、Pyroxmangite）は、主に変成マンガン鉱床で産するマンガンを含む珪酸塩鉱物である。ばら輝石同様、準輝石族に属する。
透明感のある赤色の結晶はときに宝石のように美しいが硬度が低いうえ希少である。肉眼鑑定では塊状の本石はばら輝石と似ていて判別が難しいが、両者が共生することはあまりない。2019年にバラ輝石から分割されたビッティンキバラ輝石（Vittinkiite、Mn3Mn2+Mn(Si5O15)/MnMn3Mn(Si5O15)）と同質異像の関係にある。
国内では主に愛知県設楽町田口鉱山や栃木県粟野町日瓢鉱山で産する。特に田口鉱山では美しい結晶を産することで有名である。
パイロクスマンガン石のマンガンが鉄に置き換わったパイロクス鉄石（Pyroxferroite）は、1970年にアポロ11号が静かの海から持ち帰った月の石から発見され、その後地球上でも発見された。ただし、今日ではパイロクスマンガン石のタイプ標本自体、鉄が卓越したパイロクス鉄石だったことが判明している。